# Peter Delorge
Peter Delorge [uitspraak: 'peːtər 'dəlɔrʒə] (Sint-Truiden, 19 april 1980) is een Belgisch voormalig profvoetballer die van 1998 tot 2013 als verdedigende middenvelder speelde. Als speler bleef Lorske zijn gehele carrière verbonden aan Sint-Truidense VV. Sinds 2014 is Delorge er teammanager. 

## Clubcarrière
Delorge speelde met Sint-Truidense VV ruim 300 wedstrijden in de hoogste Belgische voetbalklasse. Hoogtepunten voor Delorge in die periode waren allicht de weliswaar tegen RAAL La Louvière verloren bekerfinale in 2003 en de promotie naar eerste klasse onder trainer Guido Brepoels in mei 2009. Begin jaren 2000 draaide hij met STVV vaak mee bovenaan het klassement. Delorge was jarenlang aanvoerder van zijn club. Hij speelde een vijftigtal jeugdinterlands in verschillende jeugdreeksen. 
Delorge werd in juni 2013 assistent-trainer bij Sint-Truidense VV. Na één seizoen veranderde hij naar de functie van teammanager van het eerste elftal van STVV.

## Clubstatistieken
| seizoen | club              | land   | competitie                   | wed. | goals |
| ------- | ----------------- | ------ | ---------------------------- | ---- | ----- |
| 1999/00 | Sint-Truidense VV | België | Jupiler Pro League           | 25   | 0     |
| 2000/01 | Sint-Truidense VV | België | Jupiler Pro League           | 26   | 0     |
| 2001/02 | Sint-Truidense VV | België | Jupiler Pro League           | 27   | 2     |
| 2002/03 | Sint-Truidense VV | België | Jupiler Pro League           | 28   | 0     |
| 2003/04 | Sint-Truidense VV | België | Jupiler Pro League           | 31   | 1     |
| 2004/05 | Sint-Truidense VV | België | Jupiler Pro League           | 32   | 0     |
| 2005/06 | Sint-Truidense VV | België | Jupiler Pro League           | 30   | 0     |
| 2006/07 | Sint-Truidense VV | België | Jupiler Pro League           | 29   | 1     |
| 2007/08 | Sint-Truidense VV | België | Jupiler Pro League           | 32   | 1     |
| 2008/09 | Sint-Truidense VV | België | Tweede Klasse                | 34   | 2     |
| 2009/10 | Sint-Truidense VV | België | Jupiler Pro League           | 35   | 5     |
| 2010/11 | Sint-Truidense VV | België | Jupiler Pro League           | 32   | 0     |
| 2011/12 | Sint-Truidense VV | België | Jupiler Pro League           | 21   | 0     |
| 2012/13 | Sint-Truidense VV | België | Tweede klasse                | 12   | 0     |
| 2013/14 | VK Zepperen       | België | Tweede Provinciale (Limburg) |      |       |
| 2014/15 | VK Zepperen       | België | Tweede Provinciale (Limburg) |      |       |
|         |                   |        | Totaal                       | 394  | 12    |

## Familie
Zijn broer, wijlen Kristof Delorge, was eveneens profvoetballer doch stopte noodgedwongen om gezondheidsredenen. Zijn zoon Mathias Delorge maakt sinds het seizoen 2021/22 deel uit van de A-kern van STVV, in april 2022 mocht hij er officieel debuteren.
Zijn dan 15-jarige zoon Lucas Delorge tekent in januari 2023 een contract bij de jeugd van Club Brugge.